# ブライアン・バリントン
ブライアン・ポール・バリントン（Bryan Paul Bullington, 1980年9月30日 - ）は、アメリカ合衆国インディアナ州インディアナポリス出身の元プロ野球選手（投手）。現在はミルウォーキー・ブルワーズの国際スカウト。

## 経歴

### プロ入り前
1999年MLBドラフト37巡目（全体1111位）でカンザスシティ・ロイヤルズから指名されたが拒否し、ボール州立大学へ進学。

### パイレーツ時代
2002年MLBドラフト1巡目（全体1位）でピッツバーグ・パイレーツから指名され、10月30日に入団。
2003年、A級ヒッコリー・クローダッズ、A+級リンチバーグ・ヒルキャッツでプレー。
2004年、AA級アルトゥーナ・カーブでプレー。26試合に登板し12勝7敗、防御率4.10だった。同年のオールスター・フューチャーズゲームに選出された。
2005年、AA級アルトゥーナで開幕を迎え、5月にAAA級インディアナポリス・インディアンスへ昇格。17試合に登板し9勝5敗、防御率3.28だった。9月16日にメジャー初昇格を果たし、9月18日のシンシナティ・レッズ戦でメジャーデビュー。1点リードの3回表2死から2番手として登板し、1.1回を投げ1安打2失点1四球1奪三振だった。10月17日に故障した右肩の手術を行った。
2006年、手術の影響で全休した。
2007年、AAA級インディアナポリスで開幕を迎え、26試合に登板。11勝9敗、防御率4.00だった。9月4日にメジャー昇格し、5試合に登板した。
2008年、5月23日にメジャー昇格するも、登板のないまま6月13日にAAA級へ降格した。7月3日にDFAとなった。

### インディアンス時代

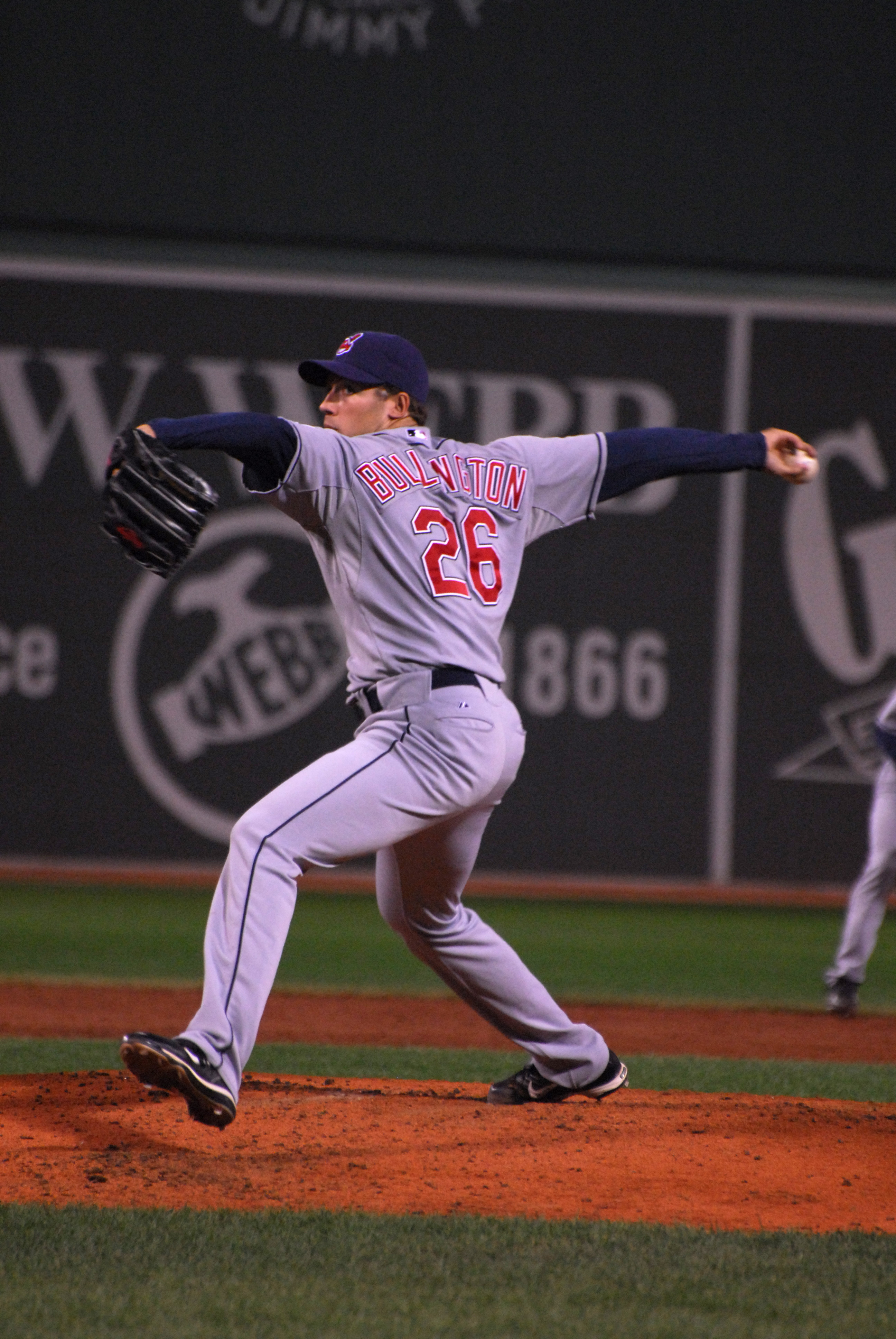
クリーブランド・インディアンス時代
(2008年9月24日)

2008年7月10日にウェーバーでクリーブランド・インディアンスに移籍。9月8日にメジャー昇格し、3試合に登板した。

### ブルージェイズ時代
2008年10月24日にウェーバーでトロント・ブルージェイズに移籍。
2009年、AAA級ラスベガス・フィフティワンズで開幕を迎え、4月23日にメジャーへ昇格した。4試合に登板し、5月6日にAAA級へ降格した。オフの10月7日にFAとなった。

### ロイヤルズ時代
2009年11月24日にカンザスシティ・ロイヤルズとマイナー契約を結んだ。
2010年、8月15日のニューヨーク・ヤンキース戦でメジャー初勝利を挙げた。この年は13試合に登板し1勝4敗、防御率6.12だった。オフの11月24日に放出された。

### 広島時代

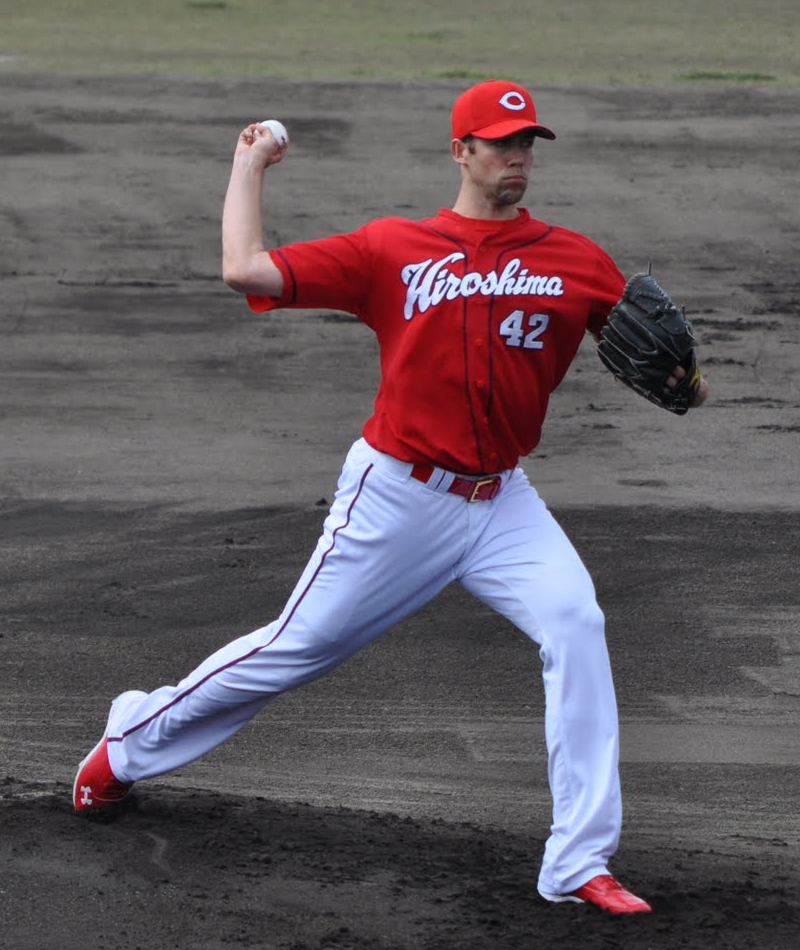
広島東洋カープ時代
(2012年2月13日)

2010年12月7日に広島東洋カープと契約を結んだ。
2011年、4月14日の阪神タイガース戦で8回を無失点で初登板初勝利すると3試合目の登板となった4月29日の中日ドラゴンズ戦では7回まで無安打に抑え、2安打完封勝利を挙げる。さらに5月5日の横浜ベイスターズ戦では7回を1失点に抑え、球団史上初の開幕4連勝を達成。5月13日の読売ジャイアンツ戦で黒星を喫し、開幕5連勝はならなかったが、4月はリーグ最多の3勝0敗、防御率1.96、同じくリーグトップのWHIP0.87の成績を残し、5月10日にはセ・リーグの4月月間MVPを受賞した。
最終的にチームトップとなる13勝を挙げ、200イニングをクリアしQS率は80% 防御率2.42と好成績を残した。
2012年、1年間先発ローテを守ったが、7勝14敗と大きく負け越した。しかし、ピッチング内容は悪くなく、味方打線に泣かされる試合が多かった（29試合に登板し、うち15試合で援護点が0点だった）。
2013年、前田健太がワールド・ベースボール・クラシックの疲労もあったことから、初の開幕投手を務めた。前半は昨年同様味方打線の無援護に泣かされ7月終了時点で4勝9敗と大きく負け越したが、8月4日からシーズン終盤までは7連勝を記録し11勝9敗でシーズンを終えた。オールスター明けから8月半ばまでは防御率が悪化したものの、8月上旬から援護に恵まれ負けが消えるケースもあり、さらには8月下旬から9月にかけて好投が続いた。9月19日の阪神戦で通算30勝目を挙げ、ネイサン・ミンチーが持つ通算29勝の球団歴代外国人投手通算勝利数を更新した。9月25日の中日戦で7回を無失点に抑え11勝目、チームは16年ぶりのAクラスと初のクライマックスシリーズ進出を決めた。9月は4戦4勝、月間防御率1.00の成績が高く評価され、10月4日に2013年9月度 月間MVPを受賞した。クライマックスシリーズのファーストステージ阪神戦は10月13日の第2戦に先発、5回1失点で勝利投手となり、チームのファイナルステージ進出に貢献した。
2014年、6月1日までに7勝(4敗)を挙げるも、打ち込まれる場面が目立つようになり、勝ち星が延びなかった。9勝止まりで防御率も4.58と安定感を欠き、終盤はデュアンテ・ヒースの加入もあり、二軍落ちした。12月2日、自由契約公示された。

### オリックス時代
2014年12月6日にオリックス・バファローズに入団することが発表された。キャンプイン前の1月29日に、DeNAから移籍したトニ・ブランコと共に入団会見が行われた。
2015年は、先発登板した4月19日の対埼玉西武ライオンズ戦（ほっともっとフィールド神戸）で2回表に森友哉に頭部死球を与え危険球退場となるも、22日の対千葉ロッテマリーンズ戦（QVCマリンフィールド）に中2日で先発登板し移籍初勝利を挙げた。4月29日の対東北楽天ゴールデンイーグルス戦（京セラドーム大阪）で4年ぶりの完封勝利を挙げるなど、シーズン序盤は先発ローテーションの軸を担ったが2度の怪我に泣かされ5勝に留まり、12月2日に自由契約公示された。

### ロイヤルズ傘下時代
2016年、米球界に戻り、カンザスシティ・ロイヤルズ傘下AAA級のオマハ・ストームチェイサーズでプレーしたが、その年限りで現役を引退した。

### 引退後
2017年、ミルウォーキー・ブルワーズの国際スカウトに就任した。
その為、現在でもNPBの試合や国際試合を視察するため来日し、一般客に混じっているところを目撃されることがある。
2020年、ボール州立大学時代の功績を称えミッドアメリカン・カンファレンスの殿堂入りを、果たした。

## 選手としての特徴
平均球速約141km/h、最速94mph（約151km/h）の速球（フォーシーム、ツーシーム、カッター）とスライダー、カーブ、チェンジアップを投げ分け、マイナー通算の与四球率2.68と安定した制球力を誇り、セ・リーグのスコアラーからはゴロを打たせるタイプと評価された。チーム事情によっては中4日での登板などを強いられることもあるがコンスタントに成績を残す。

## 人物
2005年に結婚しており、妻との間には子供が3人（娘が1人と双子の息子）いる。来日の動機についても「家族を養うのにお金が必要」なことに加え「メジャーとマイナーを行ったり来たりしているとその度に引越しが必要で大変」という理由を挙げ、「ロイヤルズからも契約のオファーがあり残留することも可能だったが、家族のことを考えて広島を選んだ」と語っている。

## 詳細情報

### 年度別投手成績
| 年 度    | 球 団      | 登 板 | 先 発 | 完 投 | 完 封 | 無 四 球 | 勝 利 | 敗 戦 | セ 丨 ブ | ホ 丨 ル ド | 勝 率 | 打 者 | 投 球 回 | 被 安 打 | 被 本 塁 打 | 与 四 球 | 敬 遠 | 与 死 球 | 奪 三 振 | 暴 投 | ボ 丨 ク | 失 点 | 自 責 点 | 防 御 率 | W H I P |
| -------- | ---------- | ----- | ----- | ----- | ----- | -------- | ----- | ----- | -------- | ----------- | ----- | ----- | -------- | -------- | ----------- | -------- | ----- | -------- | -------- | ----- | -------- | ----- | -------- | -------- | ------- |
| 2005     | PIT        | 1     | 0     | 0     | 0     | 0        | 0     | 0     | 0        | 0           | ----  | 7     | 1.1      | 1        | 0           | 1        | 0     | 1        | 1        | 0     | 0        | 2     | 2        | 13.5     | 1.50    |
| 2007     | PIT        | 5     | 3     | 0     | 0     | 0        | 0     | 3     | 0        | 0           | .000  | 76    | 17.0     | 24       | 3           | 5        | 0     | 0        | 7        | 1     | 0        | 11    | 10       | 5.29     | 1.71    |
| 2008     | CLE        | 3     | 2     | 0     | 0     | 0        | 0     | 2     | 0        | 0           | .000  | 60    | 14.2     | 15       | 4           | 2        | 0     | 1        | 12       | 1     | 0        | 9     | 8        | 4.91     | 1.16    |
| 2009     | TOR        | 4     | 0     | 0     | 0     | 0        | 0     | 0     | 0        | 0           | ----  | 31    | 6.0      | 7        | 0           | 6        | 1     | 0        | 5        | 0     | 0        | 2     | 2        | 3.00     | 2.17    |
| 2010     | KC         | 13    | 5     | 0     | 0     | 0        | 1     | 4     | 0        | 0           | .200  | 196   | 42.2     | 51       | 6           | 17       | 2     | 4        | 29       | 1     | 0        | 29    | 29       | 6.12     | 1.59    |
| 2011     | 広島       | 30    | 30    | 3     | 2     | 1        | 13    | 11    | 0        | 0           | .542  | 832   | 204.1    | 183      | 8           | 43       | 3     | 18       | 136      | 4     | 0        | 61    | 55       | 2.42     | 1.11    |
| 2012     | 広島       | 29    | 29    | 0     | 0     | 0        | 7     | 14    | 0        | 0           | .333  | 733   | 175.2    | 166      | 8           | 44       | 4     | 5        | 137      | 2     | 0        | 79    | 63       | 3.23     | 1.20    |
| 2013     | 広島       | 28    | 28    | 0     | 0     | 0        | 11    | 9     | 0        | 0           | .550  | 710   | 172.2    | 154      | 17          | 41       | 2     | 14       | 117      | 0     | 1        | 67    | 62       | 3.23     | 1.13    |
| 2014     | 広島       | 23    | 23    | 1     | 0     | 1        | 9     | 8     | 0        | 0           | .529  | 566   | 131.2    | 145      | 14          | 32       | 1     | 10       | 85       | 1     | 1        | 77    | 67       | 4.58     | 1.34    |
| 2015     | オリックス | 14    | 14    | 1     | 1     | 0        | 5     | 3     | 0        | 0           | .625  | 305   | 73.2     | 60       | 3           | 24       | 0     | 8        | 46       | 0     | 0        | 30    | 27       | 3.30     | 1.14    |
| MLB：5年 | MLB：5年   | 26    | 10    | 0     | 0     | 0        | 1     | 9     | 0        | 0           | .100  | 370   | 81.2     | 98       | 13          | 31       | 3     | 6        | 54       | 3     | 0        | 53    | 51       | 5.62     | 1.58    |
| NPB：5年 | NPB：5年   | 124   | 124   | 5     | 3     | 2        | 45    | 45    | 0        | 0           | .500  | 3146  | 758.0    | 708      | 50          | 184      | 10    | 55       | 521      | 7     | 2        | 314   | 274      | 3.25     | 1.18    |

- 各年度の太字はリーグ最高

### 記録
NPB投手記録
- 初登板・初先発・初勝利：2011年4月14日、対阪神タイガース3回戦（阪神甲子園球場）、8回無失点
- 初奪三振：同上、2回裏に城島健司を見逃し三振
- 初完投勝利・初完封勝利：2011年4月29日、対中日ドラゴンズ1回戦（ナゴヤドーム）

NPB打撃記録
- 初安打・初打点：2011年4月29日、対中日ドラゴンズ1回戦（ナゴヤドーム）、8回表に鈴木義広から右前2点適時打

NPBその他の記録
- オールスターゲーム出場：1回（2011年）

### 背番号
- 46 （2005年）
- 49 （2007年）
- 26 （2008年）
- 36 （2009年）
- 41 （2010年）
- 42 （2011年 - 2014年）
- 27（2015年）